# Ekbert ze Schönau
Ekbert ze Schönau také Egbert (* 12. století - 28. března 1184 Strüth, Porýní-Falc) byl spisovatel a opat benediktinského kláštera v Schönau. Byl bratr sv. Alžběty ze Schönau.
Narodil se ve 20. letech 12. století. Nejprve působil v kanonickém v kolegiátním kostele sv. Cassiuse a Florentiuse v Bonnu. V roce 1154 či 1155 vstoupil do benediktinského kláštera v Schönau trevírské diecéze a roku 1166 nebo 1167 se stal jeho opatem. Kázáním i písmem se snažil šířit křesťanství. Během jeho života se v Porýní šířilo heretické hnutí Katarů, které mělo nadregionální charakter a jehož se obával. S heretiky se snažil vést dialog a proto byl pozván Rainaldem z Dasselu, arcibiskupem v Kolíně nad Rýnem, veřejně diskutovat s vůdci sekty. Zemřel 28. března 1184.
Je autorem vícera textů, například nedochované sbírky kázání Sermones per annum (Kázání během roku), či textů mystického zaměření Salutio Eckberti abbatis ad sanctam crucem (Opata Ekberta pozdravení svatého kříže). Jeho největším spisem je kniha Liber contra hereses katharorum (Kniha proti katarským bludům).